# ایران را بمباران کن
ایران را بمباران کن (یا بمب، بمب، بمب، بمب، بمب ایران) نام چند تقلید طنزآمیز از آهنگ باربارا اَن از گروه دِ ریجِنتس نوشته فِرِد فاسرت است. بیچ بویز در سال ۱۹۶۵ یک نسخه مخصوص جشن از این آهنگ ساخت که باعث معروف شدنش شد. معروف‌ترین نسخه این آهنگ توسط وینس ونس و والیانتز در سال ۱۹۸۰ ساخته شده‌است. این آهنگ در سال ۲۰۰۷ در کارزار انتخاباتی جان مک‌کین دوباره باب شد. هم اکنون این آهنگ در بین افراد ایرانی در فضای مجازی به عنوان یک جوک استفاده میگردد.

## سرچشمه‌ها
در واکنش به گروگان‌گیری در سفارت ایالات متحده آمریکا که از نوامبر ۱۹۷۹ آغاز شد، اولین نسخه شناخته شده از این تقلید طنزآمیز توسط گروهی به نام کوتوله‌های باریتون ضبط شد و در دسامبر ۱۹۷۹ در بوستون از رادیو پخش شد.
نسخه دوم با متن شعر متفاوت، برای یک آخر هفته در ژانویه ۱۹۸۰ از رادیوی کی‌آی‌ایکس‌اس-اف‌ام (در حال حاضر کی‌جی‌اس‌آر) در کیلن، تگزاس (که برای مؤسسه نظامی فورت هود برنامه تولید می‌کرد) منتشر شد. در سال ۱۹۸۰ حداقل پنج ترانه دیگر ایران را بمباران کن نوشته شد. در بخشی از متن آهنگ آمده: «به آیت‌الله بگویید قرار است در جعبه بگذاریمت» که به سید روح‌الله خمینی اشاره دارد.
نسخه دیگری از ایران را بمباران کن در سال ۱۹۸۰ توسط گروهی به نام «جی‌سی اند د بی-وان بامبرز» ضبط شد.
محبوب‌ترین نسخه ایران را بمباران کن توسط وینس ونس اند د والیانز در سال ۱۹۸۰ضبط شد. خواننده اصلی این آهنگ بارها به مرگ تهدید شد.
این گروه یک سال بعد آهنگ دیگری با همین مضمون به نام ایران را بمباران هسته‌ای کن (نیوک ایران) منتشر کرد که دراصل تقلید طنزآمیزی از آهنگ دوک آف ارل اثر جین چندلر بود.

## جنجال جان مک‌کین
این آهنگ در ۱۷ آوریل ۲۰۰۷ پس از آنکه سناتور جان مک‌کین بخش‌هایی از آن را خواند، دوباره بر سر زبان‌ها افتاد. در کارزار انتخاباتی سال ۲۰۰۸ جان مک‌کین در ۱۷ آوریل ۲۰۰۷ در همایشی که در مورلس اینلت در کارولینای جنوبی برگزار شده بود، مک‌کین در جواب یکی از تماشاگران که درمورد واکنش نظامی علیه ایران پرسیده بود، بخش‌هایی از این آهنگ را خواند. مک کین بعدها گفت که فقط شوخی می‌کرده‌است اما رقبایش در انتخابات ۲۰۰۸ از این ماجرا علیه وی استفاده کردند.

## حملات ۱۴۰۴ آمریکا به ایران
رئیس جمهورِ وقت ایالات متحده، دونالد ترامپ پس از حمله به سایت‌های هسته‌ای ایران، موزیک‌ویدئویی شامل این آهنگ (از وینس‌ونس و ویلیانت) و تصاویری از بمب‌افکن‌های B-2 که در این عملیات برای انداختنِ بمب‌های GBU-57A/B MOP استفاده شده بود، منتشر کرد.